# Keispelt
Keispelt (luxembourgeois : Keespelt) est une section de la commune luxembourgeoise de Kehlen située dans le canton de Capellen.